# Crecopsis
Crecopsis is een geslacht van vogels uit de familie rallen, koeten en waterhoentjes (Rallidae). Het geslacht telt één soort:

- Crecopsis egregia – Afrikaanse kwartelkoning